# Hydrocotyle à ombelle
Hydrocotyle umbellata
Espèce
Classification APG III (2009)
L'Hydrocotyle à ombelle (Hydrocotyle umbellata) est une espèce de plantes à fleurs de la famille des Araliaceae. C'est une plante semi-aquatique originaire de l'ensemble du continent américain. Elle est naturalisée en Europe. Elle est également cultivée.

## Statut de protection
L'hydrocotyle à ombelle est considéré comme menacé par le comité sur la situation des espèces en péril au Canada. Ce statut est dû à sa présence qui ne se résume qu'à deux lacs de la Nouvelle-Écosse.